# Passo della Raticosa
Il passo della Raticosa è un valico dell'Appennino tosco-emiliano posto ad un'altitudine di 968 m s.l.m..

## Descrizione
Il valico è ubicato in provincia di Firenze, nel comune di Firenzuola, lungo la strada statale 65 della Futa. Durante la seconda guerra mondiale fu presidiato dalla linea difensiva tedesca denominata Linea gotica. 
Il suo complesso montuoso comprende alcuni rilievi, tra cui il colle di Canda (901 m), monte Canda (1158 m) e monte Oggioli; da quest'ultimo nasce l'Idice, un importante torrente emiliano affluente del Reno.
Rappresenta un punto nodale di discreta importanza nel sistema viario ordinario tra Bologna e Firenze: dal poggio che segna la sommità del passo diparte infatti verso nord - oltre alla ex SS65 della Futa in direzione Bologna - la strada provinciale che discende la valle del torrente Sillaro, che dopo pochi chilometri si biforca, per discendere - oltre al corso d'acqua sopra citato - la valle dell'Idice. Proseguendo, invece, lungo la ex SS65 in direzione sud si raggiunge il vicino passo della Futa, posto sullo spartiacque appenninico.
Dal passo della Raticosa è così possibile raggiungere (a seconda della direzione intrapresa) sia i capoluoghi di Bologna e Firenze, sia gli importanti centri di San Lazzaro di Savena e di Castel San Pietro Terme (entrambi in provincia di Bologna).
Un aspetto curioso di questo passo (comune a tutte le strade dell'alto Appennino tosco-emiliano e tosco-romagnolo, ma qui particolarmente accentuato) è l'essere punto di sosta e di "ritrovo" per i motociclisti provenienti sia dall'Emilia-Romagna (con Bologna e Imola come principali provenienze) sia dalla Toscana (Firenze, e parzialmente Prato): soprattutto nei fine settimana primaverili ed estivi è usuale che il piazzale corrispondente alla sommità del passo (presso cui è presente anche un locale di ristoro) sia affollato da motociclette e relativi conducenti e passeggeri, creando una sorta di "salone a cielo aperto" ben conosciuto dai centauri locali.
Sul passo della Raticosa è posto il traguardo della cronoscalata Bologna-Raticosa, competizione automobilistica valida per il Campionato italiano montagna autostoriche, che nel 2012 è giunta alla venticinquesima edizione. Il passo è stato incluso nel percorso di gran parte delle edizioni della Mille Miglia (1927-1957).